# Staurozoa
Los estaurozoos (Staurozoa, gr. stauros σταυρός, cruz, y zoa ζῷον, animales) son una clase del filo Cnidaria,  Incluye dos órdenes, uno extinto, Conulatae, poco conocido, descrito como posibles cnidarios con estructuras esqueléticas, y un orden actual, Stauromedusae, que incluye pequeñas medusas sésiles. Hasta hace poco se clasificaban dentro de la clase Scyphozoa. Se elevaron a la categoría de clase tras un estudio cladístico de todo el grupo de los Medusozoa (Staurozoa; Scyphozoa; Hydrozoa; Cubozoa).
El orden Stauromedusae está dividido en cuatro subórdenes: Amyostaurida, Cleistocarpida, Eleutherocarpida y Myostaurida.